# تتراسایکلین
تتراسایکلین (به انگلیسی: TETRACYCLINE) که با نام‌های تجاری مختلف فروخته می‌شود، یک آنتی‌بیوتیک خوراکی در خانوادهٔ تتراسایکلین‌ها است که برای درمان تعدادی از عفونت‌ها از جمله آکنه، وبا، تب مالت، طاعون، مالاریا و سیفلیس استفاده می‌شود.
عوارض جانبی شایع تتراسایکلین عبارت‌اند از استفراغ، اسهال، بثورات پوستی و از دست دادن اشتها. سایر عوارض جانبی شامل رشد ضعیف دندان در صورت استفاده توسط کودکان کمتر از هشت سال، مشکلات کلیوی و آفتاب‌سوختگی آسان است. استفاده از این دارو در دوران بارداری ممکن است به جنین آسیب برساند. تتراسایکلین با مهار سنتز پروتئین علیه باکتری‌ها عمل می‌کند.
تتراسایکلین در سال ۱۹۵۳ ثبت اختراع شد و از سال ۱۹۷۸ مورد استفادهٔ تجاری قرار گرفت. این دارو در فهرست داروهای ضروری سازمان بهداشت جهانی قرار دارد. تتراسایکلین به‌عنوان یک داروی ژنریک در دسترس است. تتراسایکلین در ابتدا از باکتری‌های سردهٔ استرپتومایسس ساخته می‌شد.

## کاربردها
{تتراسایکلین‌ها }خانواده‌ای از آنتی‌بیوتیک‌های باکتریو استاتیک هستند که در مقابل باکتری‌های گوناگون گرم منفی و گرم مثبت، مایکوپلاسماها، کلامیدیاها و ریکتزیاها فعال هستند. تتراسایکلین برای درمان آکنه نیز استفاده می‌شود. همچنین به‌دلیل جذب آن توسط استخوان از آن به عنوان نشانگر در بررسی‌های رشد استخوان‌ها در بیوپسی‌های انسانی استفاده می‌شود. این داروها با اتصال به ریبوزوم از پروتئین‌سازی جلوگیری می‌کنند. تتراسایکلین‌های گوناگون (مانند داکسی‌سایکلین، مینوسایکلین، اکسی تتراسایکلین و…) فعالیت ضد میکروبی مشابه ولی خواص فارماکولوژیک متفاوت دارند.
این دارو در درمان برونشیت مزمن، و بیماری‌های عفونی نظیر عفونت‌های ناشی از بروسلا، کلامیدیا، مایکوپلاسما، ریکتزیا و نیز در درمان آکنه ولگاریس و افوزیون پلورال ناشی از سیروز یا بیماری‌های بدخیم مصرف می‌شود.
از این دارو در زمان شیوع طاعون در هند در سال ۱۹۹۴ استفاده شد.
تتراسایکلین‌ها همچنین علیه انگل‌های یوکاریوتی خاص، از جمله آن‌هایی که مسئول بیماری‌هایی مانند اسهال خونی ناشی از آمیب، مالاریا (یک پلاسمودیوم) و بالانتیدازیس (یک مژک‌دار) هستند، فعالیت دارند.

## ساختار
همان‌طور که از نام تتراسایکلین‌ها بر می‌آید، این داروها شامل چهار حلقه سیکلیک با سه گروه R مختلف می‌باشند.

## دگرگشت دارو در بدن
۷۵ درصد دارو از راه خوراکی جذب می‌شود که این مقدار در حضور غذا کاهش می‌یابد. غلظت سرمی دارو ۳–۲ روز پس از مصرف به حد درمانی می‌رسد. پس از جذب به‌خوبی در بیشتر بافت‌ها و مایعات بدن منتشر می‌شود. دفع دارو عمدتاً کلیوی است، اما از راه صفرا نیز دفع می‌شود. نیمه‌عمر دارو ۱۱–۶ ساعت است که در بیماران آنوریک ممکن است تا ۱۰۰ ساعت نیز افزایش یابد.

## عوارض جانبی
تهوع، استفراغ، اسهال، عفونت ثانویه ناشی از میکروارگانیسم‌های مقاوم و به ندرت واکنش‌های آلرژیک با مصرف این دارو گزارش شده‌است. سردرد و اختلالات بینایی ممکن است نشانه افزایش فشار داخل جمجمه باشند. همچنین درد، قرمزی، تورم و سایر علائم تحریک با مصرف موضعی این دارو گزارش شده‌است.
عموماً سمیت تتراسایکلین‌ها کم است، اما از بین بردن فلور طبیعی دستگاه گوارش می‌تواند منجر به اسهال شود و رشد بیش از حد قارچ‌ها و باکتری‌های مقاوم به دارو را باعث می‌شود. اشکال دوم قهوه‌ای و زرد شدن دندان‌های جنین و کودکان کم سن و سال است که ناشی از رسوب دارو بر روی دندان‌های در حال رشد است. تتراسایکلین‌ها باعث دفع شدید یون کلسیم می‌شوند، به همین دلیل مصرف خانواده تتراسایکلین‌ها (مثل داکسی‌سایکلین، اکسی تتراسایکلین، مینوسایکلین و…)درزنان باردار و کودکان زیر هشت سال ممنوع است.